# هضبة رينسيلار

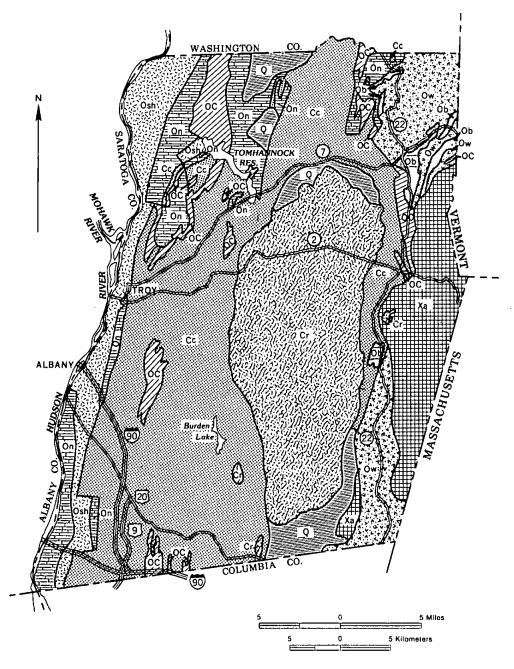
جيولوجيا بيدروك في مقاطعة رينسيلار، مع مركز الهضبة ، يشار إليها بالمنطقة المرقطة المستطيلة التي تحمل علامة Cr.أسطورة هنا.

هضبة رينسيلار، هي هضبة صغيره الحجم موقعها في الجزء المركزي من مقاطعة رينسيلير، نيويورك. وهي تشملها أجزاء كبيره من المدن منها: برلين، ستيفنتاون، بحيره ساند، بوستنكيل وجرافتون، بجانب بعضهم البعض مع أجزاء صغيره من عده بلدات أخرى مجاورة. هناك العديد من البحيرات الجليدية، تتضمن: بركه بومان الكبيرة، بركه بومان بوند الصغيرة، البركة المستديره وبحيرة الربيع تقع على الهضبة. ويترواح الارتفاع على الهضبة من 1000 الي 2000 قدم (305 إلى 610 أمتار) فوق مستوى سطح البحر. النباتات الموجوده في الهضبة تشبه أيضا النباتات الموجوده في جبال أديرونداك في الشمال الغربي، وهناك متوفر الصنوبر الأبيض الشرقي والشوكران الشرقي والتنوب الأحمر وبلسم التنوب، إلى جانب المزيد من الصنوبر الأحمر وتماراك. تم قطع الاشجار في الهضبة بآكملها في اواخر القرن التاسع عشر وأوائل القرن العشرين ولم يتم إجراء سوى القليل من الزراعة بسبب التربة، كانت شديده الفقر للماء وصخريه، مما سمح لكثير من الغابة بالتجدد.